# Controversia del Campeonato de 1925 de la NFL

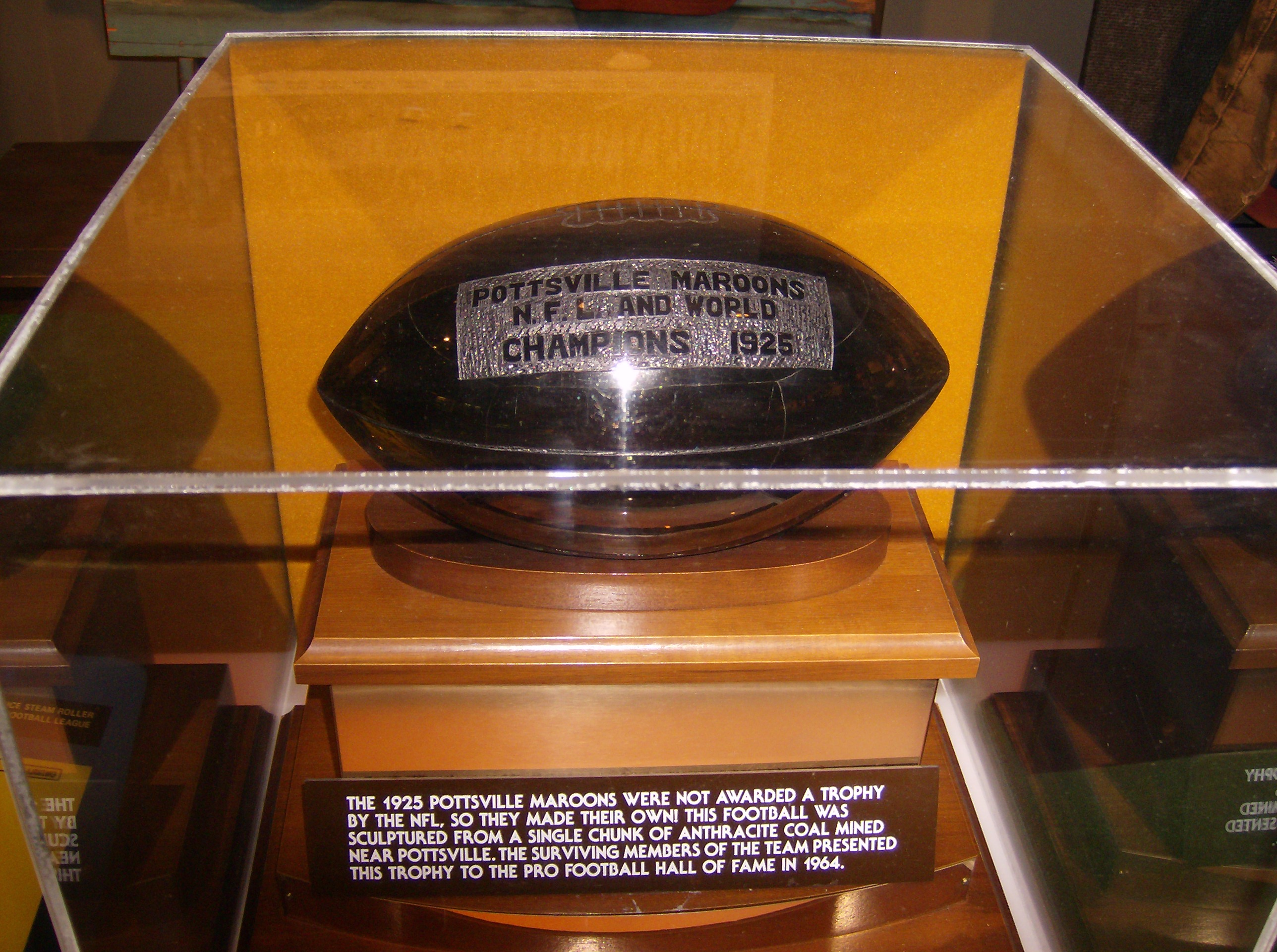
El trofeo del Campeonato de la NFL de 1925 de los Pottsville Maroons, hecho a mano por el propio equipo y tallado en carbón de antracita, se exhibe en el Salón de la Fama del Fútbol Americano Profesional.

En el fútbol americano, existe una considerable controversia sobre si a los Pottsville Maroons se les debería haber otorgado el Campeonato de 1925 de la National Football League en lugar de los Chicago Cardinals. Oficialmente, la liga muestra a los Cardinals como los campeones porque terminaron con la mejor marca de la temporada de 1925. Sin embargo, muchos aficionados afirman que los Maroons fueron los campeones legítimos: Pottsville habría tenido la mejor marca si no fuera por una disputado y polémico fallo hecho por el entonces presidente de la liga Joseph Carr para suspender al club después de haber jugado un partido de exhibición en contra un equipo fuera de la NFL en Filadelfia.

## Trasfondo
Bajo las reglas de la liga durante esa época, el título de la NFL era otorgado automáticamente al equipo con mejor marca al final de la temporada en lugar de detenerminar al ganador por un torneo de postemporada. Así mismo hubo un calendario abierto durante la temporada; aunque los juegos listados por la liga terminaron el 6 de diciembre, los equipos aún pudieron programar juegos entre ellos mismos hasta el 20 de diciembre para ganar más dinero.
El 6 de diciembre, Pottsville venció a Chicago por 21-7 en el Comiskey Park, para establecer la mejor marca de la liga y todo parecía estar establecido para que fueran nombrados de manera oficial como los campeones de la NFL. Pero sucedieron dos cosas:
- Primero, los Cardinals precipitadamente programaron juegos contra dos equipos débiles los cuales terminaron desbandados ese mismo año.[1]

- Segundo, el presidente de la NFL Joseph Carr suspendió a los Maroons por jugar en contra de un equipo All-Stars de Notre Dame en Filadelfia, Pensilvania (ganando por 9-7) el mismo día en que los Frankford Yellow Jackets estaban programados para jugar también en Filadelfia, violando los derechos de la franquicia de Frankford.[1] Aunque Carr advirtió a los Maroons por escrito que podrían enfrentar una suspensión si jugaban con Notre Dame en Filadelfia, los Maroons afirmaron que el partido había sido aprobado de forma verbal durante una llamada telefónica.[2]

Antes de la polémica, un juego de exhibición estaba previsto en el cual el equipo All-Stars de Notre Dame enfrentaría al mejor equipo de la NFL en el este. Los Maroons pasaron a ser el mejor equipo en el este de la NFL, después de que despedazaron a los Yellow Jackets, 49-0, el 29 de noviembre, y por lo tanto pasaron a ser contractualmente y legalmente obligados a enfrentar el juego de exhibición contra Notre Dame. Frankford, que era el más acérrimo rival de Pottsville antes incluso de que ambos equipos se unieran a la NFL, rápidamente programó un juego para el mismo día contra los Cleveland Bulldogs, y posteriormente protestaron el juego entre Pottsville y Notre Dame ante la liga. Por esas dos acciones, los Yellow Jackets parecían estar desempeñando el papel de aguafiestas ya que fueron ellos quienes habían ayudado organizar el juego de exhibición con Notre Dame, plenamente esperando que ellos se desempeñarían como anfitriones.
Suelen pasar por alto los partidarios de Pottsville el hecho de que el equipo no completó su calendario de 1925. Anteriormente, los Maroons anunciaron un juego en Providence que estaba programado para el día después del juego de Notre Dame. Con la suspensión, los Maroons fueron incapaces de cumplir su calendario. Irónicamente, Frankford fue sustituido apresuradamente. 
Chicago fue declarado como campeón de 1925 por defecto como resultado de la suspensión de Pottsville. Ests decisión fue controvertida. Primero, el juego final de los Maroons, la victoria por 21-7 sobre los Cardinals el 6 de diciembre, fue una victoria dominante. 
Segundo, Chicago, después de perder con Pottsville, jugó dos juegos organizados apresuradamente contra clubes que se habían disuelto en ese año: los Milwaukee Badgers y los Hammond Pros. Los Badgers fueron forzados a alinear a cuatro estudiantes de high school en el final de la campaña, lo cual era una violación de las reglas de la NFL, mientras que los Pros ni habían jugado un solo partido en seis semanas. La NFL sancionó fuertemente tanto a Chicago como a Milwaukee después de su juego, llegando hasta a forzar al dueño de los Badgers a vender el equipo. Carr dijo que considerarían borrar el juego de las posiciones finales; sin embargo, esto jamás pasó.
A pesar de que la NFL intentó otorgar oficialmente el Campeonato de 1925 de la NFL a los Cardinals, ellos rechazaron el título. En esa época, el entrenador de los Cardinals Chris O'Brien sintió que su equipo no merecía tomar el título por encima de un equipo que los había vencido limpiamente, y por lo tanto el Campeonato de 1925 championship jamás fue otorgado oficialmente a nadie.

## Consecuencias
Por varias décadas, tanto aficionados como escritores deportivos continuaron presionando a la NFL para que la liga revirtiera la decisión. Aunque a veces se declaró que el mayor obstáculo que enfrentan los partidarios de Pottsville es que la NFL tendría que "tachar" o borrar dos de las victorias de los Cardinals para que los Maroons tuvieran la mejor marca de 1925. Además de esto, tal vez la situación actual cambiaría si Pottsville pidiera el campeonato compartido, aceptando la realidad de que es poco probable que la NFL despoje a un equipo de un campeonato que ha tenido por más de 80 años.
Se ha afirmado que Pottsville jugó un calendario mucho más fácil antes de la suspensión, enfrentando a equipos que no llegaban al 100%, ya que un día antes habrían enfrentado a Frankford, quitándole apoyo al caso de Pottsville. Sin embargo, los tres juegos finales de los Maroons fueron contra los Green Bay Packers, que terminaron con marca de 8-5-1, los Yellow Jackets, que los habían vencido temprano en la campaña y finalizaron con marca de 13-7, y los Cardinals . Adicionalmente, Pottsville venció tanto a Chicago como a Notre Dame (en la época en la que muchos consideraban al fútbol americano universitario superior a la emergente NFL), probando que eran un equipo era contendiente.
Para 1963, la NFL nombró a una comisión especial para examinar el caso, pero se votó por 12-2 en favor de continuar reconociendo a los Cardinals como campeones. Los solitarios defensores de la causa de Pottsville fueron Art Rooney y George Halas, los entonces dueños de los Pittsburgh Steelers y los Chicago Bears, respectivamente. En 2003, el tema surgió de nuevo en la reunión de la reunión de dueños en el mes de octubre. No obstante, la NFL votó por 30-2 para no reabrir el caso; los únicos defensores de Pottsville fueron Pittsurgh y Philadelphia, los dos equipos del estado de Pensilvania. Ironicalmente, la franquicia de Filadelfia es la sucesora directa y la misma franquicia (aunque en los récords de la liga, no son el mismo equipo) de los Frankford Yellow Jackets, el mismo equipo que presentó la protesta que resultó en el fallo de la NFL en primer lugar; los Eagles reemplazaron a los Yellow Jackets después de que los últimos se fueron a la bancarrota y cesaron operaciones.
Uno de los más fuertes oponentes de que se revierta la decisión ha sido la familia de Charles Bidwill y su hijo Bill Bidwill, los dueños de los Cardinals desde 1933, y comenzaron a reclamar el título de 1925 como propio. Ahora la franquicia de los Arizona Cardinals posee el récord de la NFL por la sequía de campeonato más larga de la liga {la cual es la peor segunda, siguiendo a la sequía de los Chicago Cubs de las Grandes Ligas de Béisbol dentro de los que se conoce como los cuatro deportes profesionales de Estados Unidos), habiendo ganado solo un campeonato desde 1925 (en 1947) y solamente un juego de postemporada en 60 años, esta futilidad ha sido atribuida a una maldición deportiva, hecha por el equipo de Pottsville.
La controversia que envolvió a los derechos territoriales también llevó a la fundación de la primera American Football League después de que el dueño de los New York Giants Tim Mara objetó el arrendamiento del Yankee Stadium y la solicitud de una franquicia de la NFL para C. C. Pyle. Cuando la NFL rechazó la propuesta de Pyle, el formó una liga rival pata exhibir los talentos de Red Grange y el All-American de la Universidad de Washington George "Wildcat" Wilson. La liga rival se retiró después de la temporada de 1926.

## Lectura
- Fleming, David (30 de enero de 2008). «Pottsville, Pa. and Cardinals each claim rights to 1925 NFL title». ESPN. Consultado el 5 de agosto de 2008.
- Fleming, David (2007). Breaker Boys: The NFL's Greatest Team and the Stolen 1925 Championship. ESPN. ISBN 1933060352.